# 小行星3228
小行星3228（3228 Pire）是一颗围绕太阳公转的小行星。1935年2月8日，西維恩·阿蘭德在于克勒发现了此天体。
該小行星以比利時天主教徒，1958年諾貝爾和平獎得主喬治·皮爾命名。
这颗小行星的绝对星等为189.3961359365668等。